# Sky 3D
Sky 3D foi um serviço sob demanda de televisão 3D e um antigo canal na plataforma Sky, lançado em 3 de abril de 2010 transmitindo a partida de futebol Manchester United x Chelsea para mais de mil pubs no Reino Unido e na Irlanda em 3D.

## História
Em 1º de outubro de 2010, o Sky 3D foi disponibilizado para assinantes residenciais. O canal transmitia filmes, programas de entretenimento e esporte durante 16 horas por dia, das 09:00 às 01:00 UTC.
Para promover seu canal 3D, a Sky transmitiu um documentário intitulado Flying Monsters 3D apresentado pelo naturalista e apresentador David Attenborough no Natal de 2010. A Sky também fechou acordos com a Walt Disney Pictures, 20th Century Fox, Universal Pictures, Warner Bros., Paramount e DreamWorks para exibir todos os novos filmes em 3D dos estúdios, incluindo a estreia mundial em 3D de Avatar. A Sky também filmou apresentações de dança de Bollywood na estação ferroviária de St Pancras em 3D como parte de uma parceria entre a Sky Arts e o English National Ballet. A Sky também trabalhou com a Nintendo para fornecer conteúdo abreviado do Sky 3D para o Nintendo 3DS. Em abril de 2011, a Sky anunciou que a Aphrodite World Tour de Kylie Minogue seria exibida na Sky 3D em junho de 2011.
A tecnologia 3D também estava disponível para uso por muitas emissoras na plataforma Sky, incluindo A+E Networks, Discovery Communications, ESPN e MTV Networks para transmitir sua própria programação em 3D. Durante os Jogos Olímpicos de Verão de 2012, a Sky 3D forneceu cobertura do Eurosport, com o canal disponibilizado a todos os assinantes do pacote HD da Sky durante os jogos.
Em 24 de abril de 2015, a Sky anunciou que o canal se tornaria apenas sob demanda a partir de junho de 2015. O canal dedicado Sky 3D fechou em 9 de junho de 2015, mas a Sky continuou a fornecer conteúdos em 3D como parte de seus serviços on demand.